# ثلاثة أيام فلاندرز الغربية 2016
ثلاثة أيام فلاندرز الغربية 2016 (بالهولندية: Driedaagse van West-Vlaanderen 2016 )‏ هو سباق دراجات هوائية، وهو الموسم رقم 70 من نفس السباق، وأقيم خلال الفترة 4 مارس 2016، وحتى 6 مارس 2016، وامتدّ لمسافة 366 كيلومتر، وهو أحد سباقات طواف أوروبا للدراجات 2016، وهو من نوع سباق المرحلة، وقد شارك في السباق 167 متسابقاً ووصل إلى نهايته 83 متسابقاً.
فاز فيه بالمركز الأول شون دي بي، وبالمركز الثاني Łukasz Wiśniowski ‏، وبالمركز الثالث Nils Politt ‏، والفائز حسب ترتيب السرعة شون دي بي، والفريق الفائز في ترتيب الفرق Sean De Bie و الفريق الفائز في ترتيب الفرق Lotto-Soudal 2016.

## الفرق
| فرق عالمية (8)- AG2R La Mondiale - بي إم سي راسينغ - Cannondale - Etixx-Quick Step - FDJ - Katusha - Lotto NL-Jumbo - Lotto-Soudal فرق قارية محترفة (8)- Cofidis, Solutions Crédits - Direct Énergie - Fortuneo-Vital Concept - ONE Pro Cycling ‏ - رومبوت تشارلز ‏ - Akros–Excelsior–Thömus ‏ - سبورت فلاندرين بالويس 2016 ‏ - Wanty-Groupe Gobert فرق قارية (6)- Team3M ‏ - An Post–Chain Reaction ‏ - Team Metalced ‏ - Pauwels Sauzen–Vastgoedservice ‏ - فيرانداس ويلمز 2016 ‏ - بنجوال باوليز ساوكس دبليو بي ‏ |  |
| |  |

## المراحل
| قائمة المراحل | قائمة المراحل | قائمة المراحل                    | قائمة المراحل | قائمة المراحل | قائمة المراحل   | قائمة المراحل |
| المرحلة       | التاريخ       | الدورة                           |               | المسافة (كم)  | الفائز بالمرحلة | القائد العام  |
| ------------- | ------------- | -------------------------------- | ------------- | ------------- | --------------- | ------------- |
| Prologue      | 4 مارس        | Middelkerke ‏ – Middelkerke ‏      | ضد الساعة     | 7             | توم بولي        | توم بولي      |
| 1             | 5 مارس        | بروج – هاريل بيك                 | مرحلة مستوية  | 176.3         | ديلان جروينويغن | توم بولي      |
| 2             | 6 مارس        | Nieuwpoort, Belgium ‏ – Ichtegem ‏ | مرحلة مستوية  | 182.7         | تيموثي دوبونت   | شون دي بي     |

## التصنيف العام النهائي
| التصنيف العام | التصنيف العام      | التصنيف العام | التصنيف العام    | التصنيف العام |        |
| الدراج        | الدراج             | البلد         | الفريق           | الوقت         | السرعة |
| ------------- | ------------------ | ------------- | ---------------- | ------------- | ------ |
| 1.            | شون دي بي          | بلجيكا        | لوتو سودال       |               |        |
| 2.            | Łukasz Wiśniowski ‏ | بولندا        | Etixx-Quick Step |               |        |
| 3.            | Nils Politt ‏       | ألمانيا       | كاتيوشا          |               |        |

## وصلات خارجية
- الموقع الرسمي
- ثلاثة أيام فلاندرز الغربية 2016 على موقع إحصائيات الدراجات الإحترافية (الإنجليزية)